# Urophyllum platyphyllum
Urophyllum platyphyllum är en måreväxtart som beskrevs av Adolph Daniel Edward Elmer. Urophyllum platyphyllum ingår i släktet Urophyllum och familjen måreväxter. Inga underarter finns listade i Catalogue of Life.